# 大般涅槃経

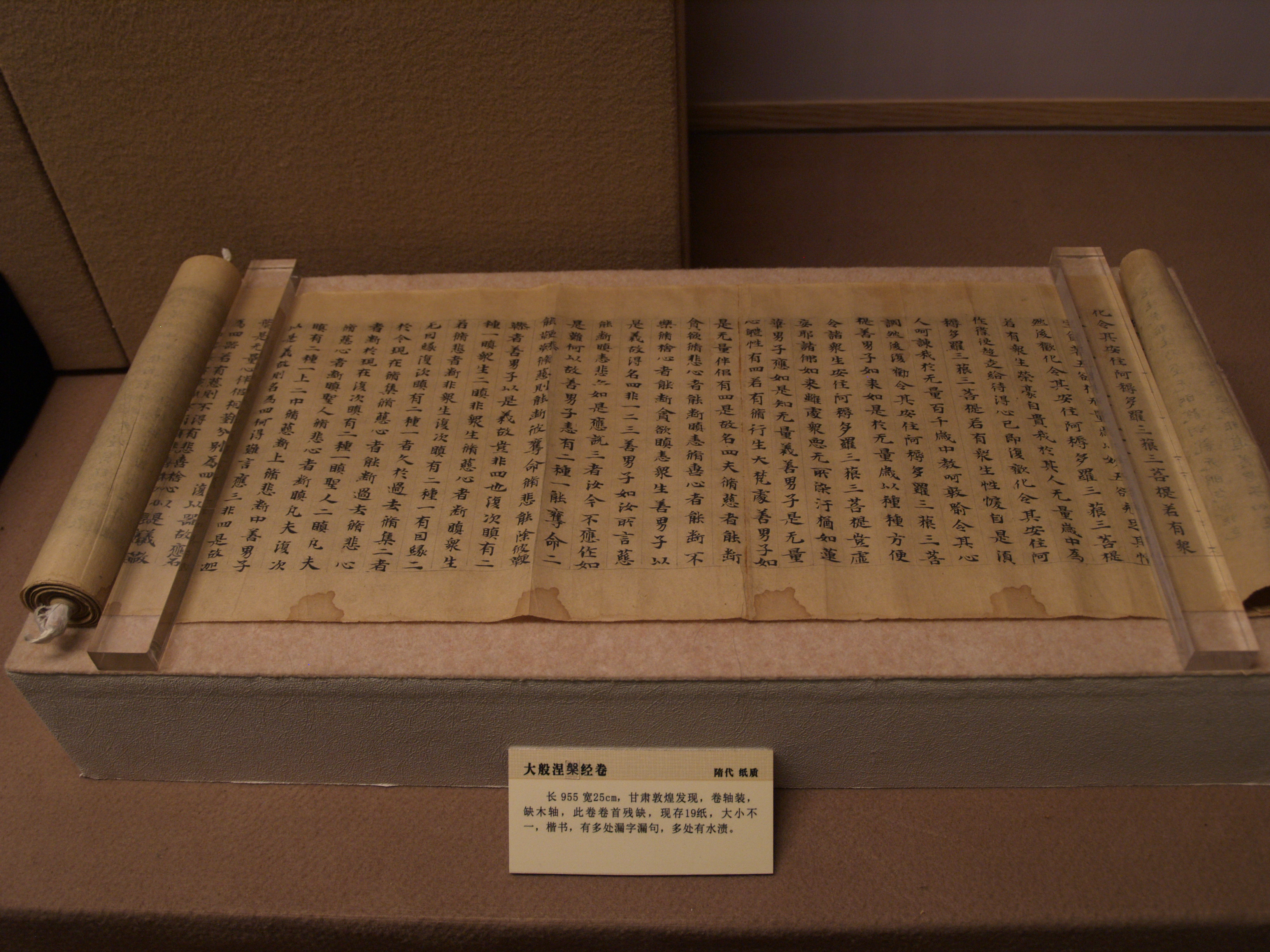
隋の『大般涅槃経』写本（西漢南越王博物館蔵）

『大般涅槃経』（だいはつねはんぎょう、梵: महापरिनिर्वाणसूत्र（Mahāparinirvāṇa Sūtra、マハーパリニルヴァーナ・スートラ）、巴: महापरिनिब्बानसुत्तन्त  Mahaaparinibbaana Sutta(nta)（マハーパリニッバーナ・スッタ（ンタ））は、釈迦の入滅（＝大般涅槃（だいはつねはん））を叙述し、その意義を説く経典類の総称である。阿含経典類から大乗経典まで数種ある。略称『涅槃経』。
大乗の『涅槃経』 は、初期の『涅槃経』とあらすじは同じだが、「一切衆生悉有仏性」を説くなど、趣旨が異なる。
涅槃経を宗旨とする宗派涅槃宗が中国で興ったが、日本には直接伝来しなかった。

## 概要
『涅槃経』に括られる経典の内、初期のものとしては、上座部仏教のパーリ語経典では、長部第16経の『大般涅槃経』が、漢訳としては、『長阿含経』（大正蔵1）第2経「遊行経」、『仏般泥洹経』 （2巻、大正蔵5）、『般泥洹経』（2巻、大正蔵6）、『大般涅槃経』（3巻、大正蔵7）等がある。釈尊の晩年から入滅、さらに入滅後の舎利の分配などが詳しく書かれている。
これらに基づいて大乗仏教の思想を述べた、大乗仏教中期に成立した大部の経典として、『大般涅槃経』等（大正蔵374-378）等がある。

## 原始仏教経典の『涅槃経』
釈尊の最後の旅からはじまって、入滅に至る経過、荼毘（だび）と起塔について叙述する経典。原典に近いテキストとしては、
- パーリ語経典長部[1]の『大般涅槃経』（マハー・パリニッバーナ・スッタンタ）

や、漢訳では、
- 『長阿含経』（大正蔵1）第2経「遊行経」[1]
- 『仏般泥洹経』（2巻、大正蔵5）
- 『般泥洹経』（2巻、大正蔵6）
- 『大般涅槃経』（3巻、大正蔵7）

等、計9種の異本があるが、それぞれに後世の脚色が加わっており、どれがより正確かは断言できない。元来は『律蔵』中の仏伝の一部であったと考えられている。
この中では、釈尊が、自分の死後は「法を依（よ）りどころとし、自らを依りどころとせよ」（自灯明・法灯明）といったこと、また「すべてのものはやがて滅びるものである。汝等は怠らず努めなさい」と諭したことなどが重要である。

## 大乗発展途上の『涅槃経』
大乗に至る過渡期のものとして、数種の『涅槃経』が漢訳として現存する。たとえば『遺教経』では、釈迦仏が入滅に臨じて、その遺言として教誨を垂れたものである。ちなみに禅宗では特に重んじて仏祖三経の一つとしている。

## 大乗の『涅槃経』
大乗の『涅槃経』（大乗涅槃経）
大乗経典にはしばしばその経典そのものを写経する功徳を説くものが見られるが、大般涅槃経にもそのような一節がある(塚本, p. 74, 大般涅槃経（南本）III)。

### 成立年代
龍樹（紀元150年頃に活躍）には知られていないことなどから、この経の編纂には瑜伽行唯識派が関与したとされ、4世紀くらいの成立と考えられる。原典は失われている。

### 訳本
1. 『大般泥洹経』（だいはつないおんきょう）6巻〔法顕本、六巻本ともいう〕（418）[注 1]、法顕[1]と仏陀跋陀羅訳
2. 『大般涅槃経』40巻〔北本[1]、また大本[10]、大本涅槃、大本涅槃経[11]ともいう〕（421）、三蔵法師の曇無讖（どんむせん、どんむしん）訳[1]
3. 『大般涅槃経』36巻〔南本〕[1]（436）、慧厳・慧観・謝霊運[12]により校合訂正した経典。

2の北本は北涼で翻訳された事から、3の南本とは南朝宋の時代に翻訳し1と2を統合編纂（再治）した事から名づけられている。他にチベット訳2種、梵文断片などが現存する。
なおインドには焼身品・起塔品・嘱累品があったともいわれ、まだ翻訳されずに伝えられなかったといわれる。そのため未完の経典ともいわれるが、唐の若那跋陀羅により北本の後を受けて『大般涅槃経後分』2巻が翻訳され、遺教・入滅・荼毘・舎利を加えられた。
仏教界においては北本がよく引用されるが、基本的には北本と法顕本と統合訂正して『南本涅槃経』が編集されたことから、もっとも内容が整っているとされ、近年では南本を引用する場合も多い。

### 基本的教理
大乗涅槃経の基本的教理は、
1. 如来常住（にょらいじょうじゅう）
2. 一切衆生悉有仏性（いっさいしゅじょうしつうぶっしょう）
3. 常楽我浄（じょうらくがじょう）
4. 一闡提成仏（いっせんだいじょうぶつ）

以上の4つを柱として要約される。釈迦の入滅という初期仏教の涅槃経典と同じ場面を舞台にとり、また諸行無常という仏教の基本的理念を踏まえながら、如来の般涅槃（はつねはん）は方便であり、実は如来は常住で変易（へんやく）することがないとして、如来の法身（ほっしん）の不滅性を主張する。また如来（仏）は涅槃の教法（法）を説く教団（僧）と共に一体で常住し不変である（三宝一体常住不変）と説き、その徳性を常楽我浄の四波羅蜜（四徳）に見いだし、またそれを理由に、「一切衆生はことごとく仏性を有する」（一切衆生悉有仏性）と宣言する。この経は、『法華経』の一乗思想を受け入れ、如来蔵思想によってそれを発展させた。なお「一切衆生悉有仏性」は、近代の大乗仏教において衆生つまり人間以外の山川草木や動物などすべてにおいて仏性があるという解釈から「一切悉有仏性」とも言われるようになった。
また、『法華経』同様、大乗を誹謗するものに対して厳しい姿勢をとり、これを一闡提（いっせんだい。梵: iccantica欲望よりなる者、の意）と呼び、仏となる可能性をもたない（一切衆生の例外規定）とする。しかし、後の増広部分（法顕訳にない北本の第11巻以下）ではその主張を緩和し、方便説として、闡提にも仏性はあり成仏できる可能性はあるとする。この経は4世紀の成立で、龍樹には知られていない。
なお、この如来常住や常楽我浄は、釈迦仏が衆生の機根にあわせて教えを説いた仏教の段階的説法の最終形といえる。すなわち釈迦仏がインドにおいて出世した時、人間はみなこの世が続くものと思っていて、快楽にふけり、我の強い自分勝手な人が多く、穢れた世界であるとして、人間の世界を否定し無常・苦・無我・不浄と説いてきた。またそれが諸行無常という仏教の基本的理念となっている。しかし人間の世界は無常・苦・無我・不浄であるが、如来とその法や世界こそ永遠である（如来常住や常楽我浄）と『涅槃経』では説いた。また同じく闡提成仏も、それまで仏教では、（仏教を否定する）闡提は成仏しがたい者であるとしていたが、『涅槃経』にいたっては闡提であっても仏性は有しているから成仏する可能性はある（北本の第11巻以下）とする。
したがって『涅槃経』は、段階的に教えを説くという仏教の従来のスタイルに則りつつ、その最終的な教理を展開したものである。

### 歴史的地位
鳩摩羅什には数多くの弟子がいるが、その中でも道生・僧肇・慧観・僧叡の四人は四哲といわれ、僧叡（慧叡と同一人物とされる）は「什公（鳩摩羅什）がもし、この『泥洹経』を読まれたなら、如何に心から悦ばれたであろうか」といわれる。その他、鳩摩羅什門下の道朗・超進など多くの弟子が皆、競って研究したことから中国南北朝時代には涅槃宗という『涅槃経』を研究する学派が形成されていった。
同じく鳩摩羅什門下四哲の一人である道生は、いまだ法顕訳の『泥洹経』しか伝わっていなかった頃、『涅槃経』の前半に説かれる一切悉有仏性から闡提の成仏を先んじて説き、他の学僧から排斥され蘇州の虎丘寺に流されたが、山川の石に向かって闡提成仏の義を唱えるや石が飛び上がって喜んだという伝説まである。後に曇無讖訳の『北本涅槃経』が伝えられるや、そこに闡提の成仏が説かれていたことから、道生の先見の明に学僧衆が皆感嘆したといわれる。
また四哲の一人である慧観は、先述の通り法顕訳の『泥洹経』と曇無讖訳の『北本涅槃経』を統合編纂した。これらの事実からわかるように鳩摩羅什門下の四哲を筆頭とする弟子衆は、師である鳩摩羅什が訳した『法華経』よりも『涅槃経』を重要視していたといえよう。
なお、鳩摩羅什門下で成実学派を大成した一人、僧嵩（そうこう）は『涅槃経』の如来・仏性の常住を否定し、僧嵩の弟子である僧淵（そうえん）も『涅槃経』は外道の説であると否定したが、僧嵩は臨終の日に舌本が先ず爛れて亡くなり、また僧淵も舌根が爛れて銷けたと『高僧伝』では伝えられている。
また龍樹以降の中観派は八不中道の遺蕩的方面に中心を置いていたが、『般若経』等が声聞・縁覚は菩薩（あわせて三乗という）に劣るとする立場にあり、また『法華経』では声聞衆の成仏を説く立場であった。また『般若経』等の大乗仏教が声聞衆を差別するに対して、すべての衆生の救済を説く一乗無差別平等という立場を主張した大乗仏教が、この大乗涅槃経と『法華経』であると考えられる。中観哲学や、また般若では解決しがたい差別の問題を法華涅槃などの大乗経典が解決したと思われる。ちなみに龍樹や提婆以降の仏教思想はこのような経典の一切衆生悉有仏性の思想の影響を受けて、次第に般若の真空から妙有へと移っていったと思われる。『涅槃経』は「三乗に差別はあっても仏性は等しく皆にある」という説を展開したのである。
また、天台宗の智顗が台頭するや、『涅槃経』に説かれる五味相生の譬を引用し、以下のように『涅槃経』を判定した。
1. 追説追泯（ついせつついみん）、『涅槃経』は『法華経』の説を重ねて追って述べた。
2. 贖命重宝（しょくみょうじゅうほう）、『涅槃経』は命である『法華経』の仏性常住をあがなう宝である。
3. 捃拾教（くんじゅうきょう）、『涅槃経』は『法華経』の救いに漏れた機根の低い衆生のための教えである。
4. 扶律顕常（談常）（ふりつ・けんじょう、だんじょう）、『涅槃経』は仏滅後における隔歴次第の修行を説いて戒律を守るよう扶（たす）けた方便の教え。

と本来、『涅槃経』の文中に個々にはないが全体として捉えられる広域的解釈により、『涅槃経』は『法華経』を援護する経文であり、ともにそれまでの三乗差別思想から一乗平等思想を説いたものとし、「涅槃経の説く円常を法華経に摂して」これを力説した。その時までに涅槃宗は勢力を失いつつあったが、これによって、その立場を復活し宗旨としての勢力は衰えたものの、一部の教義は天台宗によって引用されるに至った。
この天台教学における法華優位・涅槃劣位の主従関係は今日の日蓮系各教団でも引継がれたものの、日蓮教学には涅槃の教理が多く取り込まれていることが窺える。日蓮は、その教義の正当性を主張し広めるためにあらゆる文集の中で様々な経典を引用しているが、その中でも「泥洹経に曰く」と、特に『涅槃経』を多くもってその裏づけとし、場合によっては『法華経』よりも頻繁に引用している。これは日蓮が『法華経』第一としながらも、『涅槃経』によって布教されたと見ることも可能で、ある一面では、激越とも思われる折伏法は、『涅槃経』の影響を多分に受けていることを表している。
唐の時代では、三乗教の法相宗が『法華経』が説く一乗思想は方便説だとして、一乗派の天台宗などと論争になった。天台宗は一乗成仏であるから、その根拠として『涅槃経』を多用するのは当然とはいえ、興味深いことに三乗派の法相宗からも『涅槃経』の前半部にある闡提不成仏などを根拠としてよく引用せられた。しかし、後に華厳宗が三乗と一乗の融和を唱え、法相宗の五性各別を認めつつも、『涅槃経』の闡提成仏の思想を根本原理として終局的に一乗成仏することを説き、この論争に終止符を打った、との説もある。
なお、日本では奈良時代に大安寺をはじめとして元興寺や弘福寺、また東大寺において常修多羅宗（じょうしゅうたらしゅう）と呼ぶ、『涅槃経』を研究し講義する学派があった記録はあるが、南都六宗のように独立した宗派形成には至らなかった。

### 『法華経』との関係
『涅槃経』は他の経典との関連性を随所に説いているが、『涅槃経』は特に『法華経』と密接な関係があり大乗の思想発展や経典成立の過程を見る上で注目に値する。たとえば如来常住は、すでに『金光明経』の如来寿量品で「仏は般涅槃せず、正法また滅せず、衆生を利せんが為の故に当に滅尽する事を示現す」とある。また『法華経』の如来寿量品には、釈迦仏は釈迦族の王位を捨てて出家し修行して菩提樹の下で初めて悟りを得たのではなく、過去の無量無辺の時空間においてすでに成仏していたことを打ちあけ、「しかも実には滅度せず、常に此処に住して法を説く」とある。これは如来の常住思想を端的に表したものである。とはいえ『金光明経』はもとより『法華経』では未来における釈迦仏の常住については『涅槃経』ほど詳細に述べられていない。これに対し『涅槃経』では、『金光明経』や『法華経』で説かれた未来における釈迦仏の常住説をさらに発展させ、詳細に述べている。したがって『法華経』などの経名が『涅槃経』文中にあることから、それよりも後世の創作であると考えられるが、それら既成経典をさらに敷衍し発展させたことが理解できる。
また『涅槃経』では、この常住思想を発展昇華し、釈迦仏滅後の未来世での仏や法、またそれを遵守する僧団は不壊であり永遠のものであるという思想をさらに展開して随所に説いている。いわば『涅槃経』は釈迦仏滅後の未来の救いを大きな柱として最後に編纂されたものと思われる。またこれは大乗仏教の思想を発展させたものであり、如来の常住思想は、方等経典に始まり『法華経』でさらに発展させたものを、『涅槃経』ではまたさらにこれを最終形として編纂されたことがわかる。
一乗思想についても、同じく大乗仏教の思想を発展させたものである。一乗とは一仏乗のことで、すべての衆生がひとしく仏如来となれる唯一の教法を指す。これは現在、一般的に『法華経』がその教えとされている。しかし『涅槃経』は『法華経』の一乗思想も受け継ぎ、さらに弁証法的、発展的な理論展開がなされている。
たとえば『法華経』と『涅槃経』を比べてみるに、まず『法華経』は、『華厳経』・『阿含経』・『方等経』・『般若経』で説いた三乗（声聞・縁覚・菩薩）の方便教を会して一乗の教えに帰せしめる会三帰一を目標として説いた。しかしその三乗の差別を超えてどのように一乗に帰せしめることが可能なのか、その根拠や教説の矛盾が『法華経』ではまったく説明されていない。これは『仏教布教体系』などをはじめ、仏教学で多く指摘される点である。
また『法華経』は、不受余経一偈（『法華経』以外の経典の一言一句も受けてはいけない）、正直捨方便（仮に説いたそれまでの方便の教えを捨てよ）などと、法華以前の教えを排斥している記述が多く見受けられる。したがって『法華経』はそれまでの経典との関連性を断ち、また示さず、それら三乗の差別など各教説の矛盾を一挙に解消できる記述がない。これに対し『涅槃経』では、三乗は立場上は差別はあっても仏性はみな平等にあると説いて、『法華経』よりも具体的な会三帰一の根拠を理論的に説いている。したがって一乗の教えは、いわば『法華経』を始発とし『涅槃経』を終点として説いた、といえよう。
天台智顗は法華優位の立場から『涅槃経』を追説追泯（重ねて追って説いただけ）とした。これは一面正しい。しかし『涅槃経』はただ単に華厳から法華までの要旨を重ねて追って説いただけでなく、涅槃原理というさらに一段高い観点から四諦や空などを新しい解釈を加えて再説している。これは『涅槃経』ならではの大きな特徴であり、この点では単純に重ねて追って説いたとはいえない。また『涅槃経』は『法華経』では成し得なかった既存の教説の矛盾解消を目指していることが見受けられる。『涅槃経』では『法華経』や他経典と同様、自経の優位を示す記述は随所にあるものの、先述の通り『法華経』が不受余経一偈、正直捨方便などと排他的記述が多いのに対し、『涅槃経』ではそのような記述はほとんど無い。それどころか、最終的には『法華経』も含めすべての教説が最終的に『涅槃経』に帰一すると円満融和を説いている。これらから『涅槃経』は、大乗仏教として究極の目標を示そうとした作者たちの高い理念や努力がうかがえる。
また、長らく釈尊に違背し五逆罪を犯したとされる提婆達多は、『法華経』において未来に成仏し天王如来となると説かれている。これは仏教一般では「悪人の成仏」とみなすが、日蓮はさらにこれを「一闡提の成仏」と解釈する。しかし涅槃経では提婆達多は一闡提ではないと明言している。提婆達多に関しては、この二つの経文以外に、多くの経の中で悪人とされており、『涅槃経』と『法華経』の記述のみで、全貌を知ることは出来ないということはある。
なお、『法華経』では提婆達多は逆罪を犯した大悪人だったという直接的な記述はない。これは釈尊と提婆達多が傍からは窺い知れぬ微妙な関係だったことが背景としてあり、またそれが長らく仏教教団全体において語り継がれてきた結果による記述と思われる。この観点は『涅槃経』においても同様に引継がれ、釈尊が提婆達多を罵辱したこともなければ彼が地獄に堕したこともなく、提婆達多は一闡提ではない、また声聞縁覚でもなく、ただ諸仏のみが知見できる所であると、さらに具体的にすすんで言及している。またこれは大乗仏教の観点から言うと、自説に違背する輩をいかに救わんとするかという究極の思想発展として注目に値するものである。

#### 秋収冬蔵
さらに『涅槃経』の菩薩品には
とある。この『涅槃経』中の経文は、『法華経』を引き合いに出していることから、さまざまな解釈や論議を生むことになった。
天台の法華玄義釈籤巻二に
と述べている。つまり、天台及び日蓮の解釈では、一仏乗を開き顕し、釈尊の出世の本懐を顕して、八千の声聞に記別（未来に成仏すると予言し約束する）した『法華経』に対して、『法華経』の後に説いた『涅槃経』は、『法華経』の利益に漏れた者を拾い集めたものであるから、『法華経』を秋に収める大収、『涅槃経』を冬に蔵す捃拾とする。したがって、『涅槃経』を捃拾遺嘱（くんじゅういぞく）とも呼ぶ。
しかし、この経文には前半部が省略（あるいは抄略とも）されているという指摘がある。この経文を略さずに書くと
したがって、『涅槃経』の立場では、先の声聞記別の経文の解釈はまったく逆であると考える人もいる。それは、『法華経』はたしかに声聞の記別を説いたが、その前に方便品において、「それまでの教えと違うのなら聞けない」と五千人の増上慢の比丘たちが立ち去って（これを五千起去という）以降、救われていない。それらをもし『涅槃経』に譲ったとするならば、一切衆生の済度を確約する仏教の教え、また最高の教えであると位置付ける法華経に落ち度があることになり不完全な教えとなる、と主張する。またこの『涅槃経』の経文は恣意的に前半部が省略されて多く典拠されており、これを省略せず素直に読めばまったく意味が逆の違ったものになるとする。『涅槃経』では、これはあくまでも『涅槃経』の利益を説いたものであり、「秋収冬蔵」というのは、『法華経』で声聞衆が記別を受けて大果実を得たように、この『涅槃経』の教えを修学すれば、「更に所作なきが如し（あとは何もすることがないのと同じである）」と説いている。したがって『涅槃経』を修学しなければやり残したものがある、というのが、解釈を加えない経文そのものの真の意味である。
また、同じく菩薩品には
とあるが、秋収冬蔵の経文は、まさに『涅槃経』の経文を都合のいいように解釈するために抄略したものである、と反論している。しかし、これは、先の文を否定したものではなく、他の経文を否定したものと取るのが、正しいであろう。なぜなら、同一の経文内で、一つの品が他の品と反対の事柄を述べることはあり得ないからである。ただし、『涅槃経』には、その疑義もあり、例えば、一闡提の成仏については（認めたり、認めなかったりという記述）、『涅槃経』一貫して、同一ではなく、錯誤が見られることも指摘されている。
さらに、この秋収冬蔵の譬喩説は南本と北本のみにしかない。法顕・六巻本には、
とあるように、法顕が翻訳した六巻本には「法華経の中で八千の声聞が記別を得た」との記述はあるものの、曇無讖が翻訳した北本及び、六巻本と北本を校合訂正した南本には「大果実を収めて秋収め冬蔵めて更に所作なきが如し」との文言は見当たらない。したがって、六巻本においてもこの箇所は『涅槃経』の優位性を主張するための記述で、『法華経』での声聞記別は単にそのための引証でしかなかったことが窺えるとの主張は、論点の明確化と、後世の研究が待たれるところである。

### 末法思想との関係
また『涅槃経』は、末法思想にすすんで言及し、教説を展開している。末法思想は『大集経』の「我が法の中において闘諍言訟し白法隠没す」を根拠として『法華経』等の諸経に説かれる仏教の衰退をあらわす下降史観であるが、一般的には仏教は末法そのものを肯定したままの感がある。このことから「仏教はニヒリズムなので救いがない」と批判されることもある。
しかし『涅槃経』では末法を簡潔に否定している。たとえば、四依品・菩薩品・月喩品などでは「是の大般涅槃経が地中に隠没するを以って正法の衰相といい、この経が没し終って諸の大乗経も滅没し、この経が誹謗された時は仏法が久しくして滅す」とあり、先の大集経の「白法隠没」の経文とリンクさせている事が窺えるほか、『涅槃経』の隠没＝仏教の衰退と定めていることは注目すべき点である。また「正法滅し非法増長した悪世においても、再び是の大般涅槃経が現れ大教下を与える」などと随所において、仏性及び仏法僧の三宝の一体・常住・不変を大きな柱として、最終的に末法を方便説として定め否定している。
なお察するに、この展開は当初否定しつつあった闡提成仏を最終的に認めたのと同じく、仏教における段階的説法の形式に則し、その最終形を表したもので、一切の衆生を『涅槃経』によって救わん、という経典作者の意図をして大乗仏教の究極の目標を徹底的に示した記述である。

### 作成意図
上記のように、『涅槃経』はそれまでの大乗経典を参照として、それらの教説の食い違いや矛盾をこの『涅槃経』をもって帰結させるという目標のもと成立した経典といえる。
仏滅後の小乗と大乗（声聞・縁覚・菩薩の三乗）の差別的な概念が成立した流れを踏まえ、法華では一乗平等を目標とし示したが、いまだ論理的な説明が成しえなかった。『涅槃経』は『法華経』で説明されなかったそれらの教説を極めて明瞭に説明し、すべての教説を融和させようとしたものである。
また『法華経』での強い正法護持の精神を引きつぎ、その激しい一面ものぞかせている。たとえば、過去世に釈迦仏が仙預王であった時、1人のバラモンが大乗正法を悪口誹謗するのを聞いて、バラモンを即座に刀剣で命を断ったと説かれる。
いずれにしても、『涅槃経』は釈尊滅後の教団分裂に始まる対立や矛盾をいかに大乗仏教の立場から円満に解消し、すべての救いを完結ならしめんとする究極の目標をもって書かれた経典として作成されている。

## 『涅槃経』にちなむ説話・成語
『涅槃経』には、雪山童子の説話と醍醐のたとえ、また慣用句である油断大敵の典拠が説かれることで知られる。
喩話は難解な教説の理解を容易にする方便として説かれる。

### 雪山童子
これは法隆寺の玉虫厨子に描かれる「施身聞偈圖」として知られる。釈迦の前世の物語、本生譚(ほんじょうたん、ジャータカ・本尊生譚ともいう)の一つである。釈迦は過去世のいまだ仏が出世しない時にヒマラヤ(雪山)でバラモンの童子でありながら菩薩の行を修していた。ある時どこからか「諸行無常(しょぎょうむじょう)、是生滅法(ぜしょうめっぽう)」と聞こえた。それを羅刹が唱えているのを知り、その後を教えてくれと頼んだが羅刹は「長い間、食事せず疲れて出任せを言った」というと、「ではどうするば良いのか」と童子が聞くと、「人間の生身と生血がほしい」といった。雪山童子はこれを了解したと言い、その後の「生滅滅已(しょうめつめつい)、寂滅為楽(じゃくめついらく)」を羅刹から聞き、後世の者のために聞いた偈を木々や岩に書き写してから、羅刹の餌食になるため高台に登りそこから飛び降りた。すると羅刹は帝釈天に姿を変え、落下する雪山童子を両手を広げて受け止めた。帝釈天は当時雪山童子だった釈迦の修行の真剣さをためし、後に仏となった暁には自身を救ってくれるかどうか確かめたという話である。
この「諸行無常」は、『平家物語』冒頭の部分「祇園精舎の鐘の声、諸行無常の響きあり。娑羅双樹の花の色、盛者必衰の理をあらは（わ）す。おごれる人も久しからず、唯春の夜の夢のごとし。たけき者も遂にはほろびぬ、偏に風の前の塵に同じ」の句として殊に有名。また娑羅双樹はクシナガラで釈迦が涅槃に入る時にあった樹木であることから、涅槃の場面を取材したものであることがわかる。また、いろは歌も『涅槃経』の雪山童子から作られていると言われている。

### 醍醐のたとえ
醍醐（sarpir-maṇḍa サルピルマンダ）はもともと『涅槃経』が他の経典に比べ最高である事を表した言葉であった。涅槃経では「牛より乳を出し、乳より乳酥（にゅうそ）を出し、乳酥より酪酥（らくそ）を出し、酪酥より熟酥を出し、熟酥より醍醐を出す」とあり、これを仏教では一般的に「五味相生の譬」という。仏の教えもまた同じように、仏より十二部経を出し、十二部経より修多羅（しゅたら）を出し、修多羅より『方等経』を出し、方等経より般若波羅密を出し、般若波羅密より『大涅槃経』を出す、（「譬如從牛出乳 從乳出酪 從酪出生蘇 從生蘇出熟蘇 從熟蘇出醍醐 醍醐最上 若有服者 衆病皆除 所有諸藥、悉入其中 善男子 佛亦如是 從佛出生十二部經 從十二部経出修多羅 從修多羅出方等経 從方等経出般若波羅蜜 從般若波羅蜜出大涅槃 猶如醍醐 言醍醐者 喩于佛性」）とある。これが醍醐味の語源として仏教以外でも広く一般に知られるようになった。

### 油断大敵
「警えば世間に諸大衆有って二十五里に満つ。王、一臣に勅して一油鉢を持たしめ、中を経由し過ぎて傾覆せしむなかれ。もし一滴を棄つれば汝が命を断つべしと・復・一人を遺して、刀を抜いて後に在て随い、これを畏怖せしむ。臣、王の教を受け、心を尽して堅持し、その大衆の中を経歴す。」つまり、ある王が家臣に油鉢を持たせて宮殿の中を歩かせ、その後ろに抜刀した家臣を立たせて監視をさせて、油を覆せば罰して生命を断滅せられる故に注意を怠るを「油断」といわれるようになった（「譬如世間有諸大衆満二十五里 王敕一臣持一油鉢経由中過莫令傾覆 若棄一滴当断汝命 復遣一人抜刀在後随而怖之 臣受王教尽心堅持経歴爾所大衆之中」）という説がある。ただし、これには異論もある。